# Alfred de Dreux

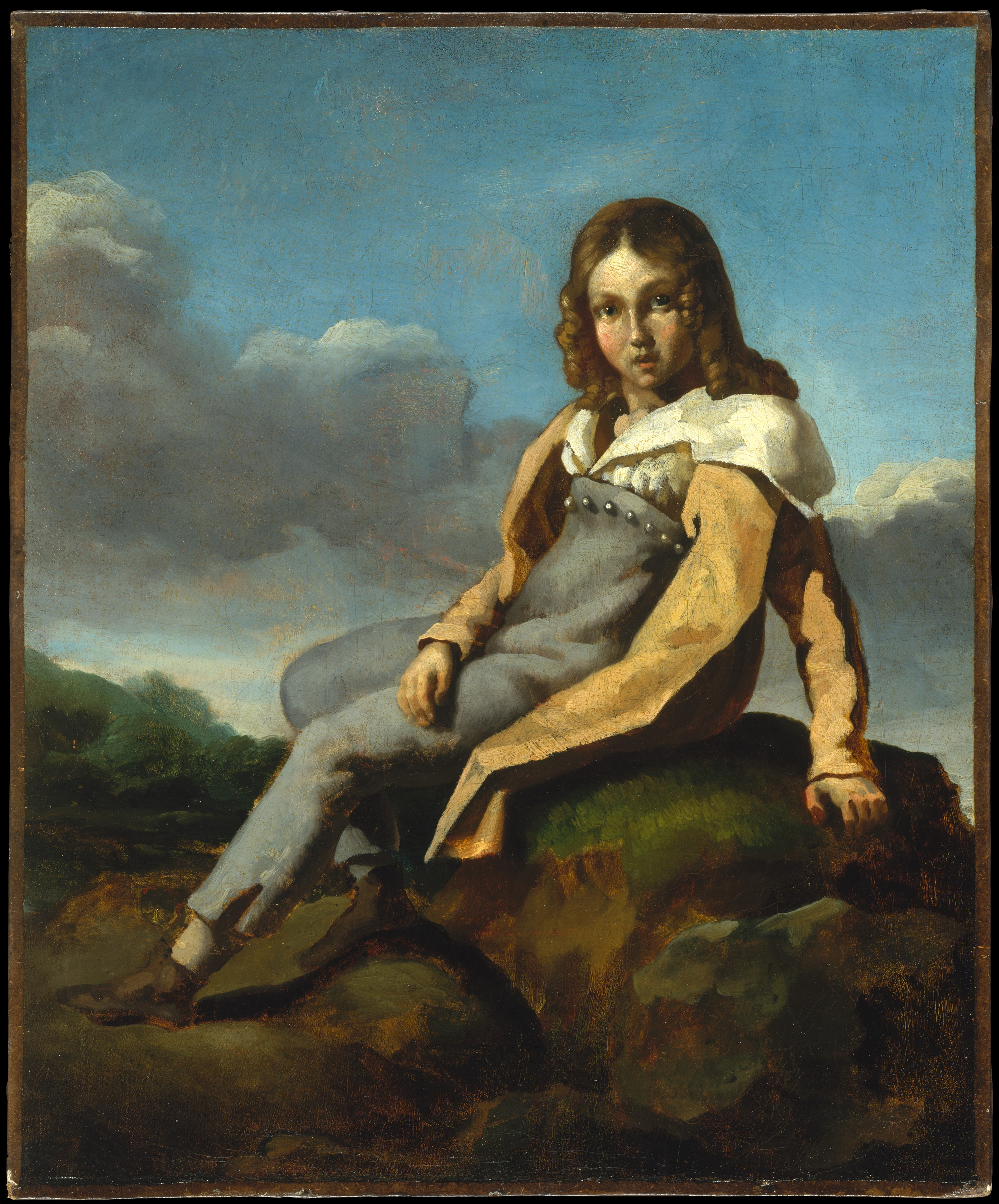
Théodore Géricault, Alfred de Dreux bambino (Metropolitan Museum of Art)

Alfred de Dreux (Parigi, 23 marzo 1810 – Parigi, 5 marzo 1860) è stato un pittore francese.

## Biografia
Pierre-Alfred Dedreux - noto come Alfred de Dreux e che è considerato dalla critica d'arte tra i piccoli romantici -  era il primogenito dell'architetto Pierre-Anne Dedreux (1788-1834) e di Élisabeth-Adélaïde Colin (o Collin) (1785-1874). Dal loro matrimonio nacquero poi due figlie: Thérèse Élisabeth, detta Élise (1812-1846) e Louise Marie Anaïs, detta Louise (1824-1891). Esse sposarono - successivamente - Aimé Victor Napoléon Becq de Fouquières. Élise era madre di Louis Becq de Fouquières.

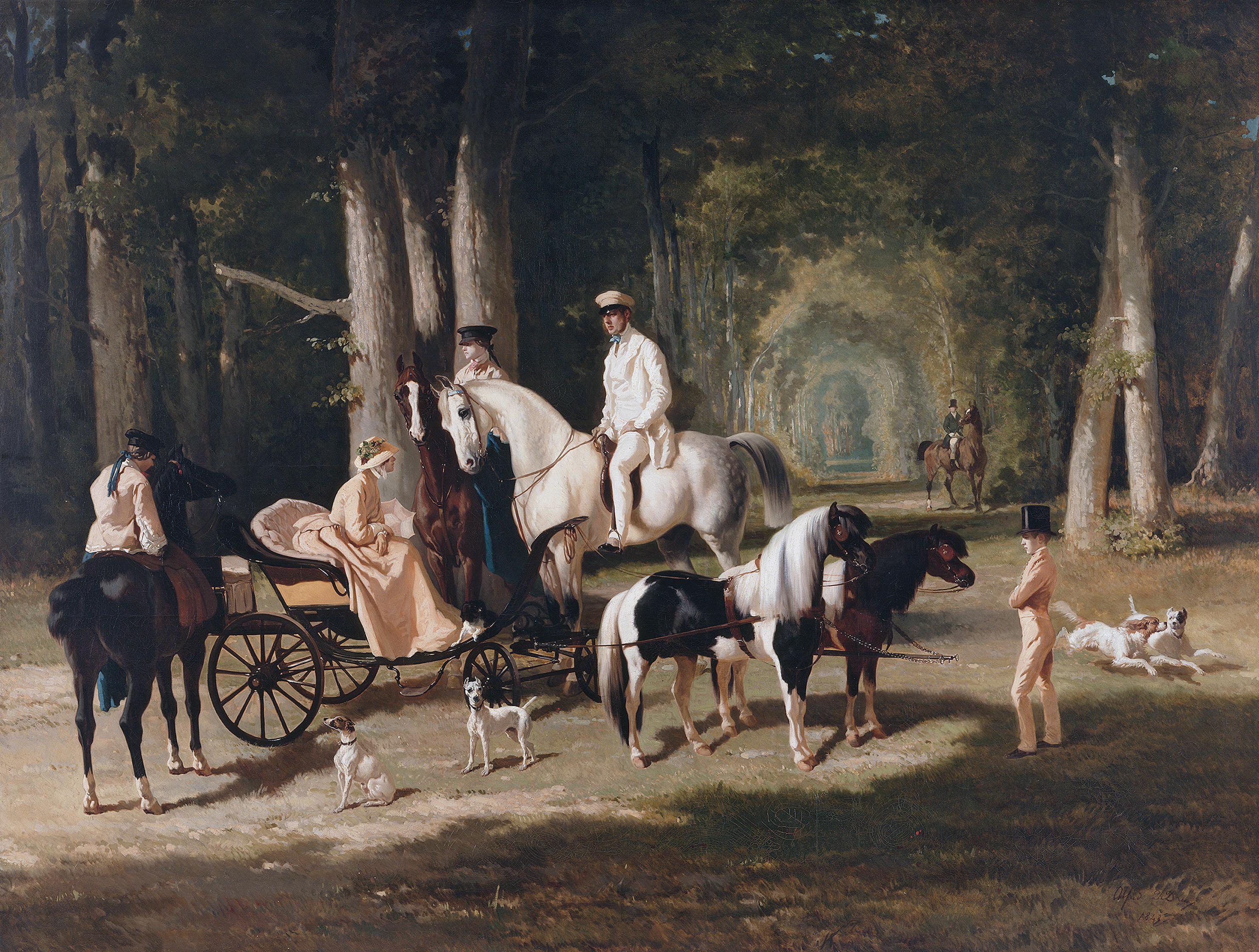
Madame Mosselman e le figlie, Petit Palais (Parigi)

Alfred visse per qualche tempo a Villa Medici (Roma), poiché suo padre nel 1815 aveva vinto il Grand prix de Rome per l'architettura, grazie ad un progetto per l'edificio del Polytechnique. I de Dreux rivìcevette la visita di Théodore Géricault, amico di famiglia, che ritrasse il giovane Alfred e sua sorella Élise.
Nel 1823, su consiglio dello zio Pierre-Joseph Dedreux-Dorcy (1789-1874), che era anch'egli pittore, Alfred prese lezioni da Théodore Géricault, quindi da Léon Cogniet. Dipingeva di preferenza cavalli. Più tardi realizzò ritratti equestri, scene mondane, scene di caccia tra boschi e grandi praterie.

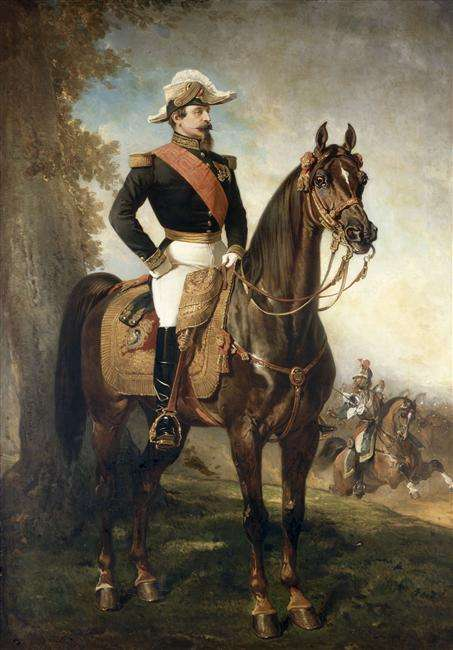
Alfred de Dreux, Ritratto equestre di Napoleone III, Musée de l'Armée (Parigi)

Nel 1825 fece, per studio, una copia di Mazeppa (1823), tela di Théodore Géricault e nel 1831 espose per la prima volta al Salon di Parigi, dove tornerà ad esporre regolarmente, fino al 1859. Nel 1832 dipinse un primo ritratto equestre del duca d'Orléans, figlio di Luigi Filippo di Francia. Lo zio Pierre-Joseph lo raccomandò ad Eugène Isabey che lo accolse nel suo atelier di pittore. Nel 1842 Alfred de Dreux realizzò, su commissione, il Ritratto equestre del duca d’Orléans e della sua guardia e, sia nel 1844 sia nel 1848, fu al seguito del re Louis-Philippe, nei viaggi di Stato in Inghilterra. Ebbe così occasione di farsi conoscere a Londra e di fare ritratti equestri ad esponenti della nobiltà inglese.
Tornato in Francia, nel 1852, aprì a Parigi in suo atelier, al numero 6 di in rue de Douai. Realizzò ritratti equestri di familiari dell'imperatore Napoleone III e divise lo studio con il pittore Paul Gavarni. Morì per un attacco di fegato, malattia che lo aveva colpito in Inghilterra, ma si sparse la notizia che fosse stato gravemente ferito durante un duello.

### Opere
- Cavalieri e amazzoni presso il lago di Pierrefonds, 1859, Museo del Louvre